# تسرب البرقيات الدبلوماسية للولايات المتحدة

شعار موقع ويكيليكس

تسرب البرقيات الدبلوماسية للولايات المتحدة الأمريكية هي حادثة تسرب معلومات سرية لمراسلات بين وزارة الخارجية الأمريكية وبعثاتها الدبلوماسية حول العالم بدءا من 28 نوفمبر 2010 على موقع ويكيليكس وخمس صحف عالمية رئيسية أخرى، ومن المخطط الانتهاء من نشر جميع الوثائق البالغ عددها 251287 على مدار عدة أشهر. يعد تسرب الوثائق هذا الثالث من سلسلة «التسريبات الضخمة» للوثائق السرية على موقع ويكيليكس لسنة 2010 بعد تسريب وثائق حرب أفغانستان في يوليو وحرب العراق في أكتوبر. وظهرت أول 291 وثيقة من إجمالي 251,287 وثيقة سرية بتاريخ 28 نوفمبر على صفحات كل من البايس الأسبانية ولوموند الفرنسية ودير شبيغل الألمانية الغارديان البريطانية ونيويورك تايمز الأمريكية في وقت واحد. ومن اجمالي الوثائق يوجد حوالي 130,000 وثيقة غير سرية؛ و100,000 وثيقة مصنفة بخاص و15,000 مصنفة بسري وليس من بينها أي وثيقة بها ختم «سري للغاية». وتخطط ويكيليكس لنشر جميع البرقيات والوثائق على مراحل خلال الأشهر التالية.
تفاوتت ردود الفعل على تلك التسربات ما بين مرحب ورافض. وعبرت الحكومات الغربية عن رفضها القوي والإدانة وانتقدت ويكيليكس لتهديدها العلاقات الدولية والأمن العالمي. وقد ولّد هذا التسريب اهتماما شديدا من الجمهور والصحفيين ومحللي وسائل الاعلام. وتلقت الويكيليكس دعما من بعض المعلقين الذين شككوا بأهمية السرية في حكومة ديمقراطية تخدم مصالح شعبها وتعتمد على ناخبيها المطلعين على كل شيء. ووصف بعض القادة السياسيين جوليان أسانج المحرر العام والمتحدث باسم ويكيليكس بأنه مجرم و«مقاتل عدو»، وطالب بعضهم باعتقاله وحتى موته «توم فلاناغان المستشار السابق للحكومة الكندية الذي دعا إلى مثل تلك الدعوة ولكنه تراجع بعد ذلك واعتذر». كما أُلقي باللوم على وزارة الدفاع الأمريكية بسبب وجود ثغرات أمنية أدت إلى هذا التسريب. وأعتبر المؤيدون لتلك التسريبات أسانج بطلا ومدافعا عن حرية التعبير وحرية الصحافة في عالم لم يعد فيه لوسائل الإعلام القدرة على العمل كرقيب على قطاعي العام والخاص. وقال السكرتير الصحفي للبيت الأبيض روبرت جيبس أن «الرئيس يعتقد بأهمية حكومة منفتحة وشفافة، ولكن سرقة المعلومات السرية ونشرها تعتبر جريمة».

## البداية

### حصول ويكيليكس على البرقيات
أفادت التقارير أن في يونيو 2010 شعرت وزارة الخارجية الأمريكية وموظفي السفارة بالقلق بأن يكون المتهم بالتحميل غير المصرح به لمعلومات سرية برادلي مانينغ قد سرب برقيات دبلوماسية عندما كان مرابطا في العراق. ورفضت ويكيليكس تقرير مجلة وايرد باعتباره غير دقيق: «نستطيع القول بعدم صحة مزاعم وايرد بأننا أرسلنا 260,000 برقية من مراسلات السفارة الأمريكية». وساد اعتقاد أن مانينغ قد رفع كل ما حصل عليه إلى ويكيليكس والتي اختارت بدورها نشر تلك المواد على مراحل بحيث يكون لها أكبر أثر ممكن.

### الإعلان
اعلنت ويكيليكس في يوم 22 نوفمبر وعلى موقعها في تويتر بأن الظهور التالي للنشرة سيكون «7 مرات حجم سجلات حرب العراق». فتكهنت السلطات الأمريكية وقتها مع وسائل الإعلام بإمكانية احتواءها على برقيات دبلوماسية. وقبل حدوث التسرب المتوقع أرسلت حكومة المملكة المتحدة إشعار استشارية الدفاع [الإنجليزية] إلى الصحف البريطانية الذي طالب بإشعار مسبق من الصحف فيما يتعلق بالنشر المتوقع. ووفقا لمؤشر الرقابة «لايوجد فرض على وسائل الإعلام بالالتزام». وبموجب شروط إشعار استشارية الدفاع «يخاطب رؤساء تحرير الصحف اللجنة الاستشارية للدفاع والإعلام والنشر قبل النشر».
كشفت الجارديان بأنها المصدر لنسخة الوثائق المقدمة إلى نيويورك تايمز، وذلك بغية منع الحكومة البريطانية من الحصول على أي أمر قضائي ضد النشر. وذكرت صحيفة الفجر الباكستانية بأن صحيفتي نيويورك تايمز والواشنطن بوست الامريكيتين توقعتا نشر أجزاء من البرقيات دبلوماسية في 28 نوفمبر بما فيها 94 وثيقة لها علاقة بباكستان.
وفي تاريخ 26 نوفمبر وجه أسانج رسالة إلى وزارة الخارجية الأميركية عن طريق محاميه جنيفر روبنسون يدعو فيها إلى «ترشيح خاص لحالات محددة (أرقام مسجلة أو أسماء) بحيث يعتبر نشر تلك المعلومات من شأنه أن يضر بأشخاص معينين ويضعهم في خطر كبير وهم بالفعل لم يكونوا المقصودين». لكن المستشار القانوني لوزارة الخارجية هارولد كوه رفض الاقتراح قائلا:«نحن لن نشارك في مفاوضات بالإفراج عن مزيد من أو نشر مواد سرية لحكومة الولايات المتحدة اكتسبت بطريقة غير مشروعة». رد أسانج بدوره بكتاب آخر إلى وزارة الخارجية «أنكم إخترتم الرد بطريقة تقودني إلى استنتاج أن المخاطر المفترضة هي خيالية بالكامل، وبدلا من ذلك صار همكم هو قمع أدلة على انتهاكات لحقوق الإنسان وسلوكيات إجرامية أخرى».
وفي محاولة منها قبل تسريب تلك الوثائق اتصلت هيلاري كلينتون وزيرة الخارجية الأمريكية بالمسؤولين في أفغانستان وبريطانيا والصين الشعبية وفرنسا والسعودية وألمانيا والإمارات العربية المتحدة حول الإفراج الوشيك، في حين تحدث دبلوماسيون اخرون على ما يبدو مع قادة كل من الهند والعراق وتركيا وكندا وإسرائيل وأستراليا ونيوزيلاندا وإيطاليا وباكستان والدانمارك وروسيا والنرويج وآيسلندا وكولومبيا وفنلندا والسويد.

### أمن البيانات
وفقا لصحيفة الغارديان توسم جميع البرقيات الدبلوماسية بعلامة "Sipdis"‏ (secret internet protocol distribution) وهي شبكة البروتوكول السري للإنترنت" مما يدل على توزيعها عبر دائرة SIPRNet الأمريكية المغلقة وهي نسخة إنترنت مدنية خاصة بوزارة الدفاع. ومع أن بإمكان أكثر من ثلاثة ملايين جندي وموظف حكومي أمريكي الوصول إلى تلك الشبكة إلا أن الوثائق المصنفة ب"سري جدا" ليست مدرجة فيها. وكانت هناك كمية ضخمة من المعلومات السرية متاحة لجمهور واسع، إلا أنه -وكما زعمت الجارديان- بعد هجمات 11 سبتمبر زاد التركيز على تبادل المعلومات بسبب وجود ثغرات في المعلومات المتبادلة داخل الحكومة، وأصبح بالإمكان المجموعات الدبلوماسية والعسكرية وتطبيق القانون والاستخباراتية القدرة على القيام بعملهم على نحو أفضل مع سهولة الوصول إلى المعلومات التحليلية والتشغيلية، وقال ناطق رسمي بأنه قد اتخذت في الأسابيع والأشهر السابقة تدابير إضافية لتحسين أمن النظام ومنع أي تسريب. أعلنت وزارة الخارجية الأميركية أنها فصلت قاعدة بياناتها الخاصة بالبرقيات عن شبكة حكومية أميركية سرية. ونقلت وكالة رويترز عن مسؤول أميركي رفيع طلب عدم الإفصاح عن اسمه أن تلك الشبكة هي شبكة البروتوكول السري للإنترنت "سايبرنت" التي يعتقد أنها مصدر البرقيات التي حصل عليها موقع ويكيليكس.

### تحليل على المدى الطويل
لاحظ معلقون أن تسريبات ويكيليكس وإجراءات الحكومة الأمريكية المضطربة فتح حقبة جديدة في الشفافية ومراقبة المواطنين العاديين لحكوماتهم. وهذا جزء من توجه عام نحو «عصر جديد للحكومات» مع زيادة الشفافية بسبب التقدم في التقنيات الجديدة وتوفر منشورات للوثائق العامة على الإنترنت، وأيضا الحكومات التي تتحرك ببطء. وكذلك الطبيعة المستنيرة لتوزيع وغموض ويكيليكس مع الجماعات المجهولة إضافة إلى ضعف الحكومات في مكافحة مثل تلك الكيانات المنتشرة. كتب جون بيري بارلو المؤسس المشارك لمؤسسة الحدود الإلكترونية في تويتر قائلا:
وفقا لنعوم تشومسكي، فإن الكشف الأكثر دراماتيكية للتسرب هو إظهار كلا من الحكومة الأمريكية والسلك الدبلوماسي والنخب الخارجية عدم احترام نحو عامة الناس والديمقراطية ويستشهد دائما بآراء قادة حكومات ديكتاتورية في حين لا يعتد برأي عامة الشعب.

## الإطلاق
بتاريخ 28 نوفمبر 2010 بدأت ويكيليكس بإظهار البرقيات على موقعها مشيرة «بأن إفراج برقيات السفارات سيكون على مراحل خلال الأشهر القليلة المقبلة. موضوع تلك المراسلات من الأهمية حيث انتشارها الجغرافي واسع جدا، أن فعلنا عكس ذلك فلن يكون من العدالة». وتحتوي الدفعة الأولى من التسريبات 243 برقية. ثم بدأت باقي المراسلات الأخرى بالظهور على موقع ويكيليكس تباعا.

### هجمات حجب الخدمة لخوادم الويكيليكس
قبل ساعة من الإفراج المخطط للوثائق الأولى أعلنت ويكيليكس أنها واجهت هجوم حرمان من الخدمة وإن استمر التعهد بتسريب البرقيات والوثائق المتفق عليها عبر وسائل الاعلام البارزة كالبايس واللوموند ودير شبيغل والجارديان ونيويورك تايمز.
وفقا لشبكة أربور -وهي مجموعة تحليل للإنترنت- فقد تراوح هجوم القرصنة ما بين إثنين إلى أربعة جيجابت في الثانية (جيجابت\ث) من المرور الزائد لشبكة مضيف الويكيليكس، ومقارنة مع متوسط حركة المرور التي هي ما بين 12 و15 جيجابت\ث فإنها أقل من الأحوال العادية. وإن ظل الهجوم أقوى قليلا من هجمات القرصنة العادية مع أنها أضعف بكثير من هجمات أخرى كبرى خلال سنة 2010 حيث كانت ما بين 60 إلى 100 جيجابت\ث. وتبنى الهجوم شخص أطلق على نفسه اسم «المهرج» الذي وصف نفسه بأنه «مخترق قوي». ونسب المهرج إلى نفسه مسؤولية الهجوم في التويتر مشيرا إلى أن ويكيليكس هددت حياة جنودنا وأشياء أخرى.
وفي 2 ديسمبر 2010 أعلنت EveryDNS.com وهي شركة تسجيل نطاق بإيقاف خدماتها لموقع ويكيليكس لأن الموقع يتعرض لهجمات قرصنة جماعية. وأشارت إلى أن هذه القرصنة الإلكترونية تهدد استقرار البنية التحتية التي تحافظ عليها والتي تتيح الدخول إلى آلاف المواقع الأخرى، ولكن ظل بالإمكان الوصول للموقع عن طريق http://wikileaks.de نسخة محفوظة 27 يوليو 2012 على موقع واي باك مشين. وأيضا خلال http://46.59.1.2 نسخة محفوظة 1 يوليو 2011 على موقع واي باك مشين. ‏ وhttp://213.251.145.96, بالإضافة إلى مواقع أخرى.

### نسخة الإعلام
نشرت صحيفة الغارديان في 28 نوفمبر تغطيتها للبرقيات المتسربة على العديد من المقالات بما في ذلك قاعدة بياناتها التفاعلية. وأصدرت أيضا دير شبيجل تقريرها الأولي مع توسيع نطاق تغطيتها في اليوم التالي كما وعدت بذلك. وكان غلافها يوم 29 نوفمبر هو التقرير الأولي عن التسريبات. وغطت صحيفة نيويورك تايمز القصة في سلسلة من تسعة أجزاء لتسعة أيام وأول قصة نشرت في نفس الوقت مع الوسائل الأخرى. لم تكن صحيفة نيويورك تايمز معنية بالأساس بتلقي التسريب وذلك بسبب مزاعم بتصويرها السيء لمؤسس الموقع، والجارديان قررت لاحقا المشاركة بالتغطية منوهة بالتعاون السابق عندما كانوا يقومون بتغطية ملفات حربي الأفغانية والعراقية. وذكرت صحيفة واشنطن بوست أنها طلبت الإذن للاطلاع على الوثائق ولكن طلبها رفض لأسباب لم يكشف عنها. ونشرت البايس تقريرها قائلة أن هناك اتفاقا بين الصحف أن ينشر في وقت واحد الوثائق «ذات الصلة دوليا»، لكن كان لكل صحيفة الحرية لتحديد ومعالجة تلك الوثائق التي تتعلق ببلدها في المقام الأول.
أشار رئيس تحرير البايس خافيير مورينو بأن الإفراج عن الوثائق لا تعرض حياة أي شخص للخطر، وأن الهجمات على أي إفراج عن معلومات لعامة الناس هي نفس الشيء لرد فعل المنظورة في التسريبات الأخرى، مثل أوراق البنتاغون في 1973. وأضاف أن الشيء الوحيد الخطر هنا هو سير المسؤولين والدبلوماسيين في الحكومات المذكورة بالتسريب.
وكان من المفترض أن تستلم سي أن أن نسخة مسبقة من تلك الوثائق أيضا، ولكن ذلك لم يتم بعد أن رفضت توقيع اتفاق السرية مع ويكيليكس. وأيضا رفضت صحيفة وول ستريت جورنال الاستلام المسبق ولنفس أسباب السي أن أن على ما يبدو.

### إزالة محتويات
مع إضافة محرري الويكيليكس لملفات جديدة كان هناك أيضا حذف لبعض المحتويات من الموقع. فقد اختفت عدة برقيات. وإن ظهر معظمهما بعد عدة أيام، بعضها بنسخ منقحة أو غير منقحة. فبرقية «10STATE17263 بين الولايات المتحدة وروسيا في محادثات لتقييم التهديد المشترك» كان قد اختفت من موقع ويكيليكس عدة أيام، ثم عادت إلى الظهور وقد اقتطع منها الكثير، ثم استعيدت أخيرا بعد ثلاثة أيام.

### الاستضافة والتمويل والتصفح
في الساعة 19:30 جرينتش من يوم 1 ديسمبر 2010 إزال موقع أمازون ويكيليكس من خوادمه فتعذر الوصول إلى الموقع حتى الساعة 20:17 جرينتش عندما رجع الموقع إلى الخوادم السويدية التي تتبع بانهوف. وقد سأل السناتور الأمريكي جو ليبرمان عضو في لجنة شؤون الأمن الوطني والحكومي الأمريكي الداخلي في مجلس الشيوخ في مكالمة خاصة موقع أمازون عن استضافة الشركة لموقع ويكيليكس وعلى حصولها لوثائق «بصورة غير شرعية»، وحثهم بعمل شيء ما تجاه ذلك; بالمقابل ردت ويكيليكس بالقول على صفحتها الرسمية بتويتر انه «سحبت خوادم ويكيليكس في الأمازون. بلد الحرية وحرية التعبير-- حسنا سننفق أموالنا لتوظيف الناس في أوروبا»، ثم ذكر بعدها أنه «إن كانت أمازون لايعجبها التعديل الأول لدستور الولايات المتحدة إذا فينبغي أن تخرج من تجارة بيع الكتب».
في 4 ديسمبر منع باي بال حساب ويكيليكس لجمع التبرعات، وفي 6 ديسمبر أعلن مصرف «بوست فايننس» السويسري أنه قد جمَّد الحساب المصرفي الخاص بمؤسس الموقع جوليان أسانج، وفي نفس اليوم اوقفت ماستركارد المدفوعات إلى ويكيليكس وتبعتها فيزا بتجميد مدفوعاتها يوم 7 ديسمبر.
كشفت تنظيمات وسائل الإعلام الكبرى عن جهود الحكومة الأمريكية الرسمية للحد من الوصول إلى تسريبات الويكيليكس أو الحديث عنها بشكل عام. فقد ذكرت إم إس إن بي سي في مقال لها يوم 4 ديسمبر 2010 أن إدارة أوباما حذرت موظفي الحكومة الاتحادية والطلبة الذين يدرسون مهن عن الخدمات العامة في المؤسسات التعليمية أن يجب عليهم الامتناع عن تحميل أو ربط أي وثائق ويكيليكس. ووفقا لمقالة في صحيفة الجارديان يوم 3 ديسمبر 2010 فقد حظرت الحكومة على الموظفين الإتحاديين الوصول إلى ويكيليكس. وتأكد بأن مكتبة الكونغرس ووزارة التجارة الأمريكية ووكالات حكومية أخرى قد طبقت الحظر بالفعل.
وأكد متحدث باسم جامعة كولومبيا في 4 ديسمبر أن مكتبها للخدمات المهنية أرسل رسالة بالبريد الإلكتروني محذرا الطلبة في كلية الشؤون العامة والدولية بالامتناع عن الوصول إلى برقيات ويكيليكس ومناقشة هذا الموضوع على أساس أن "الحديث عن تلك الوثائق يشكك في قدرتك على التعامل مع المعلومات السرية". ولكن تم سحب ذلك بسرعة في اليوم التالي. فكتب عميد تلك الكلية جون جوتسوورث: "أن حرية التعبير والإعلام هو قيمة أساسية لمؤسستنا، (...) لذا فإن موقف كلية الشؤون العامة والدولية هو أن للطلبة الحق في بحث ومناقشة أي معلومات في الساحة العامة يرون أن لها صلة بدراساتهم أو بأدوارهم كمواطنين عالميين وأن يقوموا بذلك دون خوف من أي عواقب.
أنشأ مكتب نائب رئيس بوليفيا بتاريخ 8 ديسمبر بوابة موقع (في http://WikiLeaks.vicepresidencia.gov.bo) للبرقيات ذات علاقة ببوليفيا. والموقع بمثابة مرآة للبرقيات التي افرج عنها، ويحتوي الترجمة والتحليل الكمي للبرقيات.

## محتوى البرقيات
| الموضوع                    | الوثائق |
| -------------------------- | ------- |
| العلاقات السياسية الخارجية | 145,451 |
| شؤون الحكومة الداخلية      | 122,896 |
| حقوق الإنسان               | 55,211  |
| أوضاع اقتصادية             | 49,044  |
| ارهاب وإرهابيين            | 28,801  |
| مجلس الأمن الدولي          | 6,532   |

يصف محتوى البرقيات الدبلوماسية للولايات المتحدة الأمريكية بالتفاصيل أحداث واجتماعات تتعلق بالعلاقات الدولية ل274 بعثة دبلوماسية في الفترة بين 28 ديسمبر 1966 حتى 28 فبراير 2010. وكشفت تلك البرقيات العديد من التعليقات السرية وغير مبالية: كانتقادات واشادة للبلدان المضيفة والنقاشات حول العديد من القضايا المحلية والدولية، من مشاكل الشرق الأوسط إلى قضية نزع السلاح النووي، ومن الحرب على الإرهاب إلى محاولات إغلاق معتقل خليج جوانتانامو. وعمليات تقييم التهديدات الأخرى في جميع أنحاء العالم، والتعامل بين مختلف البلدان مع المخابرات الأمريكية وجهود مكافحة التجسس وإجراءات دبلوماسية أخرى.

### الولايات المتحدة الأمريكية
- ظهرت مفاوضات للولايات المتحدة الأمريكية من أجل نقل المحتجزين في معتقل جوانتانامو إلى دول أخرى. حيث أن المسؤولين الأمريكيين في سلوفينيا عرضوا على الحكومة زيارة من الرئيس الأمريكي باراك أوباما أن قبلت الحكومة نقل المحتجزين من غونتانامو إلى أراضيها.[65][66] بعض العروض لدول أخرى تضمنت مساعدات اقتصادية أو زيارة من الرئيس أوباما.[67]

### إسرائيل
- ذكرت إحدى البرقيات أن عاموس جلعاد رئيس القسم السياسي-الأمني في وزارة الدفاع الإسرائيلية قال في أحد الاجتماعات التي جمعت قيادتي وزارتي الدفاع والخارجية الإسرائيليتين وآندرو شبيرو، مساعد وزيرة الخارجية الأمريكية للمواضيع السياسية والعسكرية أنه ليس واثقًا كم من الوقت سيعيش مبارك، وتساءل هو قدرة ابنه جمال على خلافته، واحتج جلعاد على أن الجيش المصري يتدرب وكأن إسرائيل هي عدوه الوحيد، وفي لقاء آخر مع شبيرو عبر جلعاد عن قلق إسرائيل من أن مصر تواصل الاستعداد لمواجهة عسكرية مستقبلية محتملة مع إسرائيل.[68]
- ذكرت إحدى البرقيات أنه في لقاء جمع مستشار الأمن القومي الألماني كريستوف هويسغن ونائب وزيرة الخارجية الأميركية للشؤون الأوروبية بيل غوردون، اقترح الطرف الألماني تهديد رئيس الوزراء الإسرائيلي بنيامين نتناياهو بسحب دعم الولايات المتحدة لإسرائيل في كبح تداعيات تقرير غولدستون في مجلس الأمن، إذا لم تتوقف إسرائيل عن بناء المستوطنات.[68]

### المملكة العربية السعودية
- الشباب السعودي: الحفلات تحت الأرضية في مدينة جدة وراء واجهة تَشدّد المنهج الوهابي في الشوارع السعودية، تبقى الحياة الليلية لشباب النخبة السعودية مزدهرة في جدة وراء جدران قصور الأمراء. وراء الأبواب المغلقة تنظم حفلات ابيحت فيها كل مغريات الدنيا من خمرو مخدرات وجنس. لا يمكن ان تتحقّق هذه الحرية في الانغماس في الشهوات الجسدية إلاّ في غياب الشرطة الدينية التي تبتعد عن الحفلات التي يشرف عليها أحد أعضاء العائلة السعودية الحاكمة أو اصدقاؤهم المخلصين.[69]
- الاتجاهات الأيديولوجية وملكية وسائل الإعلام السعودية:

النظام السعودي للتّحكم في الإعلام يوفر لنظام آل سعود وسيلة للتلاعب بوسائل الإعلام المطبوعة في البلاد للترويج لمخططاتهِ الخاصة دون ممارسة رقابة علنية. فالصحفيون السعوديون أحرار في كتابة ما يرغبون شريطة عدم انتقاد الأسرة الحاكمة أو فضح الفساد الحكومي. وبالإضافة إلى ذلك، معظم وسائل الاعلام المطبوعة والإلكترونية منها في المملكة العربية السعودية يملكها أفراد العائلة المالكة، لهذا السبب فإن الرقابة الذاتية أمر يجري به العمل.
عرف الإعلام السعودي ديناميكية جديدة في الآونة الأخيرة حيث تزايدت عقود الترخيص مع الولايات المتحدة ووسائل إعلام دولية أخرى. وعرف كذلك مستوى غير مسبوق من الانفتاح على الأفكار الخارجية. والسبب في هدا هو تزايد الطلب على الإعلام العربي في السعودية بصفة خاصة والأمة العربية بصفة عامة.

### الجزائر
أعيد انتخاب عبد القادر بن صالح رئيسا لمجلس الشيوخ الجزائري ونتيجة التصويت كانت 129-0، يوم 12 يناير. بهذا يبقى بن صالح المرشح الأول لخلافة بوتفليقة في الحكم في حالة تعدر هدا الأخير إكمال فترة ولايته الحالية. إعادة انتخاب بن صالح نتيجة بديهية في غياب ترشح أي منافس له في المنصب. اكد صحفي من جريدة «ليبيرتي» الناطقة بالفرنسية بان نتيجة الانتخابات تم تقريرها مسبقاً بعد أن اشار بوتفليقة لاعضاء مجلس الامة انه يريد بنصالح ان يحتفض بمنصبه رئيسا لمجلس الامة.اشتكى أعضاء مجلس الامة لبعضهم البعض لعدم تقدم أي مرشح للمنصب وإن تجرأ واحد منهم الترشح للمنصب فإنه سيعد عدم احترام بوتفليقة.العديد من الأعضاء يعتبرون الانتخابات مسألة شكلية بعيدة عن كونها ممارسة للديموقراطية. وهذا في نظرهم مخجل للغاية.

### ليبيا
خلال استعداد الزعيم الليبي معمر القدافي لرحلته إلى مقر الأمم المتحدة بنيويورك، ادلت مصادر مقربة إليه بمعلومات تفيد بميولاته الشخصية وحاشيته. لا يمكن للقدافي السفر من غير ممرضته الأوكرانية الأصل «غلينا» ويدكر انه يربطه بها علاقة عاطفية حيث تم نقلها في طائرة خاصة إلى البرتغال لمصاحبة الزعيم إلى نيويورك بعدما تعدر حصولها على تاشيرة لأمريكا إبان سفر الزعيم. يظهر ان القدافي يخاف الطيران فوق الماء والمكوت في الطوابق العليا من البنايات. يحتمل ان الزعيم يتفادى صعود الدرج لضعف صحته فهو مصاب بمرض السكري وارتفاع الضغط الدموي.

## وصلات خارجية
- البرقيات الدبلوماسية للولايات المتحدة على ويكيليكس.